# 2187 (szám)
A 2187 (római számmal: MMCLXXXVII) egy természetes szám, a 3 hetedik hatványa.

## A szám a matematikában
A tízes számrendszerbeli 2187-es a kettes számrendszerben 100010001011, a nyolcas számrendszerben 4213, a tizenhatos számrendszerben 88B alakban írható fel.
A 2187 páratlan szám, összetett szám, kanonikus alakban a 37 hatvánnyal, normálalakban a 2,187 · 103 szorzattal írható fel. Nyolc osztója van a természetes számok halmazán, ezek növekvő sorrendben: 1, 3, 9, 27, 81, 243, 729 és 2187.

A 21-87  című kanadai film nevében szerepel, melyről később a Csillagok háborúja VII: Az ébredő Erő című sci-fi egyik fő karaktere, a birodalmi rohamosztagos FN-2187  is kapta a nevét.